# Векуста (Мічиган)
Векуста (англ. Wacousta) — переписна місцевість (CDP) в США, в окрузі Клінтон штату Мічиган. Населення — 1532 особи (2020).

## Географія
Векуста розташована за координатами 42°49′1″ пн. ш. 84°41′27″ зх. д. / 42.81694° пн. ш. 84.69083° зх. д. (42.816926, -84.690805).  За даними Бюро перепису населення США в 2010 році переписна місцевість мала площу 23,29 км², з яких 23,09 км² — суходіл та 0,20 км² — водойми.

## Демографія
Згідно з переписом 2010 року, у переписній місцевості мешкало 1440 осіб у 572 домогосподарствах у складі 443 родин. Густота населення становила 62 особи/км².  Було 599 помешкань (26/км²).
Расовий склад населення:
| - 94,5 % — білих - 1,5 % — чорних або афроамериканців - 0,8 % — азіатів - 0,1 % — вихідців з тихоокеанських островів - 0,1 % — корінних американців |

До двох чи більше рас належало 2,2 %. Частка іспаномовних становила 1,8 % від усіх жителів.
За віковим діапазоном населення розподілялося таким чином: 19,9 % — особи молодші 18 років, 65,0 % — особи у віці 18—64 років, 15,1 % — особи у віці 65 років та старші. Медіана віку мешканця становила 47,9 року. На 100 осіб жіночої статі у переписній місцевості припадало 102,8 чоловіків;  на 100 жінок у віці від 18 років та старших — 98,6 чоловіків також старших 18 років.
Середній дохід на одне домашнє господарство  становив 90 734 долари США (медіана — 81 214), а середній дохід на одну сім'ю — 99 994 долари (медіана — 85 139). За межею бідності перебувало 3,9 % осіб, у тому числі 12,6 % дітей у віці до 18 років та 0,0 % осіб у віці 65 років та старших.
Цивільне працевлаштоване населення становило 783 особи. Основні галузі зайнятості: освіта, охорона здоров'я та соціальна допомога — 21,7 %, науковці, спеціалісти, менеджери — 17,5 %, фінанси, страхування та нерухомість — 14,3 %.